# حنين السيد
حنين السيد  وزيرة الشؤون الاجتماعية في حكومة نواف سلام وهي اكاديمية وخبيرة اولى في التنمية الاجتماعية

## تحصيلها العلمي
- حاصلة على شهادة أكاديمية متخصصة جامعة ستانفورد

- دراسات عليا متقدمة في مجالات التنمية جامعة كولومبيا

## عملها ووظائفها
- خبيرة أولى في التنمية البشرية والحماية الاجتماعية في مكتب البنك الدولي في بيروت تشمل مسؤولياتها الأساسية:

التعليم والعمل: تعزيز فرص العمل وتحسين نظم التعليم بما يتماشى مع احتياجات السوق.
شبكات الحماية الاجتماعية: تقديم حلول مستدامة لحماية الفئات الهشة من آثار الأزمات الاقتصادية.
قضايا الفقر والمساواة بين الجنسين: تنفيذ استراتيجيات تدعم المساواة وتمكين المرأة في المنطقة.
الاستجابة للأزمات: قيادة جهود الاستجابة الاجتماعية للأزمات في لبنان ودول المنطقة، مثل تنفيذ برنامج شبكة الأمان الاجتماعي الطارئ الذي يدعم آلاف الأسر المتضررة.
- عملت في مورجان ستانلي

- عملت في معهد الكويت للبحوث العلمية

- الصندوق العربي للتنمية الاقتصادية والاجتماعية

## كتبها
شاركت في تأليف كتابين بارزين عن تداعيات الحرب السورية وتأثيرها على المنطقة:
"تداعيات الحرب"
"تنقّل النازحين السوريين"
تدرس هذه الكتب القضايا الاجتماعية والاقتصادية الناتجة عن النزاع السوري.